# عدد باريون
عدد باريون في فيزياء الجسيمات هو عدد كمي محافظ للنظام. ويعرف ب
{\displaystyle B={\frac {1}{3}}\left(n_{\text{q}}-n_{\bar {\text{q}}}\right),}
حيث n‏q هو عدد الكواركات، وn‏q هو عدد ضديد الكواركات. فلدى الباريونات (تحتوي على ثلاث كواركات) رقم باريون وهو +1، ورقم الباريون لدى الميزونات (كوارك واحد وضديد الكوارك) هو 0، وضديد الباريون (ثلاث ضديد الكواركات) لديه رقم باريون هو −1. وتصنف الهادرونات الشاذة مثل بنتا كواركات (أربع كواركات وواحد ضديد الكوارك) وتتراكواركات (اثنين كوارك واثنين ضديد الكوارك) كالباريونات والميزونات كل حسب رقم الباريون الذي لديه.

## رقم باريون مقابل رقم كوارك
لا تحمل الكواركات شحنة كهربائية فقط، ولكن لديها شحنات أخرى مثل شحنة اللون ولف نظائري ضعيف. وبسبب وجود ظاهرة تسمى حجز اللون فلا يمكن للهادرون الحصول على شحنة لونية نقية؛ لذا فإن إجمالي شحنة اللون للجسيم تكون صفرا (الأبيض). ويمكن للكوارك الحصول على واحد من ثلاث ألوان وهي «أحمر» و «أخضر» و «أزرق».
يمكن الحصول على اللون الأبيض في الهادرونات العادية بإحدى الطرق التالية:
- كوارك لأحد الألوان مع ضديد الكوارك للون المضاد المطابق له، معطيا ميزون ورقم باريون = 0
- ثلاث كواركات لألوان مختلفة، معطية باريون وله رقم باريون +1
- ثلاث ضديد الكواركات إلى ضديد الباريون وله رقم باريون −1

كان رقم الباريون معروفا قبل ظهور نموذج الكوارك بزمن طويل، لذا فعلماء الجسيمات بدلا من أن يغيروا التعريف، فقد أعطوا الكوارك رقم الثلث من رقم الباريون. ففي أيامنا هذه قد يكون من الدقة أن تتكلم عن الحفظ لعدد كوارك.
يمكن للهادرونات الشاذة ان تتشكل نظريا عن طريق إضافة زوج من كوارك وضديده، بالإضافة إلى كل زوج يكون لديه لون/ضديداللون متجانسين. فعلى سبيل المثال: بنتاكوارك (أربع كواركات وواحد ضديد كوارك) يمكن أن يكون لها ألوان كوارك فردية: أحمر، أخضر، أزرق، أزرق وضديد أزرق.

## جسيمات لا تتكون من كواركات
يكون رقم باريون الجسيمات التي لا تحتوي على أي كوارك هو صفر. وتشمل هذه الجسيمات لبتونات وفوتونات وبوزون W و Z

## الحفظ
لا يتغير رقم الباريون في جميع تفاعلات النموذج القياسي. ولا يتغير يعني محفوظ أو مصان، أي أن مجموع أرقام الباريون لجميع الجسيمات الداخلة هو نفسه مجموع أرقام الباريون لجميع الجسيمات الناتجة من التفاعل. والمستثنى من ذلك هو مايسمى شذوذ لا انطباقي.